# فرانسه در المپیک تابستانی ۱۹۸۰
فرانسه در بازی‌های المپیک تابستانی ۱۹۸۰ که در شهر مسکو اتحاد جماهیر شوروی برگزار شد، کاروان فرانسه با ۱۲۱ ورزشکار در این رقابت‌ها شرکت کرد و موفق به کسب ۱۴ مدال (۶ طلا، ۵ نقره، ۳ برنز) شد. در جدول رتبه‌بندی توزیع مدال‌ها، فرانسه در ردهٔ ۸ مسابقات قرار گرفت.